# Vitry-sur-Orne
Vitry-sur-Orne (fràncic lorenès Walléngen) és un municipi francès situat al departament del Mosel·la i a la regió del Gran Est. L'any 2007 tenia 2.603 habitants.

## Demografia

### Població
El 2007 la població de fet de Vitry-sur-Orne era de 2.603 persones. Hi havia 928 famílies, de les quals 200 eren unipersonals (92 homes vivint sols i 108 dones vivint soles), 260 parelles sense fills, 356 parelles amb fills i 112 famílies monoparentals amb fills.
La població ha evolucionat segons el següent gràfic:
Habitants censats

### Habitatges
El 2007 hi havia 1.043 habitatges, 934 eren l'habitatge principal de la família, 9 eren segones residències i 100 estaven desocupats. 815 eren cases i 222 eren apartaments. Dels 934 habitatges principals, 699 estaven ocupats pels seus propietaris, 213 estaven llogats i ocupats pels llogaters i 22 estaven cedits a títol gratuït; 17 tenien una cambra, 41 en tenien dues, 111 en tenien tres, 247 en tenien quatre i 518 en tenien cinc o més. 713 habitatges disposaven pel capbaix d'una plaça de pàrquing. A 364 habitatges hi havia un automòbil i a 463 n'hi havia dos o més.

### Piràmide de població
La piràmide de població per edats i sexe el 2009 era:
| Homes | Edats   | Dones |
| ----- | ------- | ----- |
| 0     | 95 o +  | 0     |
| 0     | 90 a 94 | 2     |
| 10    | 85 a 89 | 11    |
| 5     | 80 a 84 | 13    |
| 60    | 75 a 79 | 58    |
| 61    | 70 a 74 | 42    |
| 95    | 65 a 69 | 65    |
| 79    | 60 a 64 | 75    |
| 93    | 55 a 59 | 53    |
| 107   | 50 a 54 | 53    |
| 97    | 45 a 49 | 90    |
| 97    | 40 a 44 | 71    |
| 76    | 35 a 39 | 89    |
| 98    | 30 a 34 | 74    |
| 83    | 25 a 29 | 48    |
| 65    | 20 a 24 | 72    |
| 68    | 15 a 19 | 53    |
| 77    | 10 a 14 | 67    |
| 79    | 5 a 9   | 61    |
| 49    | 0 a 4   | 61    |

## Economia
El 2007 la població en edat de treballar era de 1.712 persones, 1.181 eren actives i 531 eren inactives. De les 1.181 persones actives 1.089 estaven ocupades (625 homes i 464 dones) i 92 estaven aturades (31 homes i 61 dones). De les 531 persones inactives 136 estaven jubilades, 165 estaven estudiant i 230 estaven classificades com a «altres inactius».

### Ingressos
El 2009 a Vitry-sur-Orne hi havia 1.146 unitats fiscals que integraven 2.851 persones, la mediana anual d'ingressos fiscals per persona era de 16.308 €.

### Activitats econòmiques
Dels 61 establiments que hi havia el 2007, 1 era d'una empresa alimentària, 3 d'empreses de fabricació d'altres productes industrials, 15 d'empreses de construcció, 14 d'empreses de comerç i reparació d'automòbils, 4 d'empreses de transport, 3 d'empreses d'hostatgeria i restauració, 1 d'una empresa d'informació i comunicació, 3 d'empreses financeres, 4 d'empreses immobiliàries, 3 d'empreses de serveis, 7 d'entitats de l'administració pública i 3 d'empreses classificades com a «altres activitats de serveis».
Dels 19 establiments de servei als particulars que hi havia el 2009, 3 eren tallers de reparació d'automòbils i de material agrícola, 1 autoescola, 3 paletes, 5 guixaires pintors, 1 fusteria, 3 lampisteries, 1 empresa de construcció, 1 perruqueria i 1 restaurant.
Dels 5 establiments comercials que hi havia el 2009, 1 era un supermercat, 1 una botiga de més de 120 m² i 3 fleques.
L'any 2000 a Vitry-sur-Orne hi havia 5 explotacions agrícoles.

## Equipaments sanitaris i escolars
L'únic equipament sanitari que hi havia el 2009 era una farmàcia.
El 2009 hi havia una escola elemental. Vitry-sur-Orne disposava d'un col·legi d'educació secundària amb 558 alumnes.

## Poblacions més properes
El següent diagrama mostra les poblacions més properes.